# Robert Lilligren

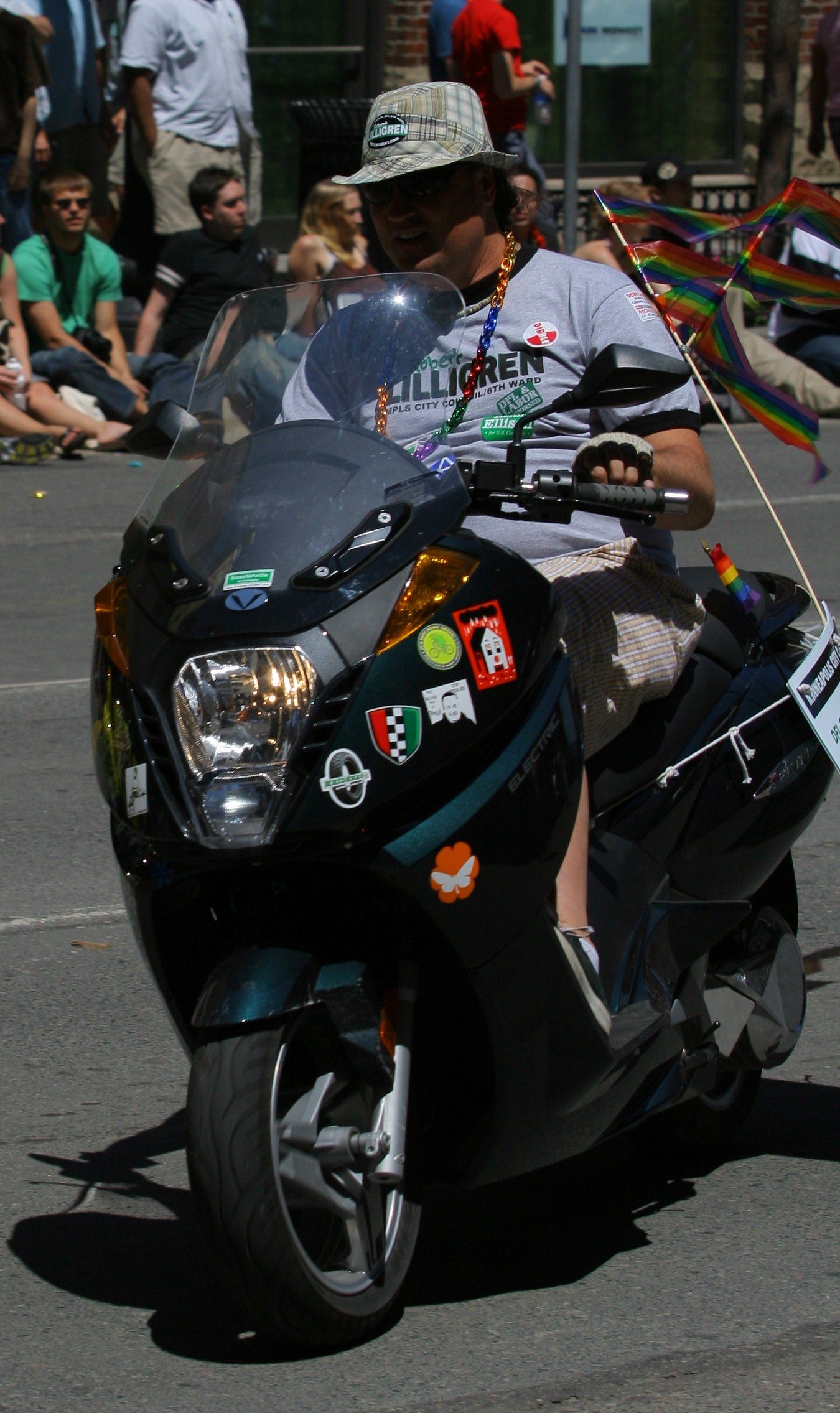
Lilligren trên một chiếc xe máy trong một cuộc diễu hành tại Pride Minneapolis năm 2009

Robert Lilligren (sinh ngày 2 tháng 7 năm 1960) là một chính khách người Mỹ và là thành viên của Đảng Dân chủ-Nông dân-Lao động Minnesota. Ông là một thành viên được bầu của Hội đồng thành phố Minneapolis. Ông được bầu lần đầu tiên vào năm 2001, để đại diện cho Phường 8 của Hội đồng thành phố Minneapolis. Sau thất bại của thành viên Đảng Xanh Dean Zimmermann, trong cuộc bầu cử thành phố năm 2005, Lilligren đại diện cho Phường 6 của Thành phố Minneapolis. Khi lần đầu tiên được bầu vào chức vụ, Lilligren đang làm tình nguyện viên cho tám ban cộng đồng và ủy ban khác nhau, bao gồm: phó chủ tịch tổ chức Phillips West Neighbours, Midtown Greenway liên minh (một nhóm vận động xe đạp/đi bộ), được Hennepin bổ nhiệm Ủy ban tư vấn dự án I-35W, và là thành viên hội đồng quản trị cho một số nhóm nhà ở giá cả phải chăng trên khắp South Minneapolis. Ông đã mất quyền bầu cử lại vào năm 2013 cho Abdi Warsame.

## Đời tư
Lilligren, với tư cách là thành viên của White Earth Band of Ojibwe, là thành viên bộ lạc người Mỹ da đỏ đầu tiên phục vụ trong Hội đồng thành phố Minneapolis. Ngoài ra, ông là một trong hai thành viên hội đồng thành phố đồng tính công khai; một độc giả cuồng nhiệt, và một ca sĩ được đào tạo bài bản. Ông không sở hữu một chiếc xe hơi.